# Ashreigney
Ashreigney – wieś w Anglii, w hrabstwie Devon, w dystrykcie Torridge. Leży 36 km na północny zachód od miasta Exeter i 276 km na zachód od Londynu.